# Mercedes-Benz F300 Life Jet
Mercedes-Benz F300 Life Jet — экспериментальный 3-х колёсный автомобиль, представленный компанией Mercedes-Benz в 1997 году на Франкфуртском автосалоне.

## История
Работа над концепт-каром F300 Life Jet была инициирована благодаря одному достаточно специфическому вопросу: как можно совместить динамику и поворотливость мотоцикла с безопасностью и комфортом легкового автомобиля? С целью найти ответ на этот вопрос 23 декабря 1995 года скептически настроенные управленцы компании Mercedes-Benz собрались на трассе Хоккенхаймринг для испытания первого прототипа F300 Life Jet. Руководителем проекта выступал Гюнтер Хёльцель (нем. Günter Hölzel). Тест-драйв оказался удачным и проекту был дан зелёный свет.
Мотоциклисты наслаждаются свободой, которую предоставляет их транспортное средство: они наклонятся на поворотах, ощущают мощность двигателя, чувствуют единство с мотоциклом и удовольствие от езды по дороге — всё это попытались воплотить в F300 Life Jet. Однако в нём были учтены и преимущества автомобиля: так вместо двух колёс было установлено три, что значительно повысило устойчивость транспортного средства. Верхнюю часть трицикла сделали съёмной и закрывающейся, а посадочные места оборудовали ремнями безопасности. Рядом с водителем установили место для второго пассажира, при чём оба могут не надевать шлем и специальную защитную экипировку.
Mercedes-Benz F300 Life Jet пополнил F-серию экспериментальных автомобилей немецкого автоконцерна в 1997 году, представ широкой публике на 57-м Франкфуртском автосалоне. В том же году перед советом директоров компании Mercedes-Benz встал вопрос о будущем проекта: развивать его далее или оставить в качестве единственного прототипа в музее марки? По итогу в жизнь воплотился второй вариант и концепт так ни разу и не был запущен в серийное производство, однако некоторые идеи, рассмотренные в рамках концепта, были впоследствии реализованы в автомобилях Smart.
Научно-исследовательский автомобиль F300 Life Jet является первым транспортным средством в истории концерна Daimler AG, проект которого был полностью разработан сперва на компьютере и только затем претворён в жизнь. Он стал испытательной платформой для программного обеспечения CASCaDE (англ. Computer Aided Simulation of Car, Driver and Environment — «компьютерная симуляция автомобиля, водителя и окружение»), разработанного Daimler-Benz. С самой ранней стадии проектирования компьютер был в состоянии передавать данные о F300 Life Jet путём средств моделирования.

## Описание
Концепт представляет собой 2-местный 3-колёсный автомобиль/трицикл с откидным верхом. На нём установлены 150/80 ZR16 передние и 190/50 ZR 17 задние колёса. Масса автомобиля составляет 800 кг. Система освещения оборудована электроникой и обеспечивает наилучшее освещение проезжей части, в том числе и при вхождении в повороты, следуя за углом поворота колёс. Датчик света управляет лучом: свет автоматически включается в сумерках либо когда транспортное средство въезжает в туннель. Сердцем технологии управления F300 Life-Jet является технология Активного Контроля Наклона (англ. Active Tilt Control, ATC). Для сигналов поворота и стоп-сигналов используются неоновые лампы.

### Экстерьер
Дизайн автомобиля также необычен, как и его динамика на дороге. Передовая технология крена автомобиля, отвечающая за наклон переднего моста и кузова в момент манёвров, была самой трудной при реализации (с технологической точки зрения). Она ограничивала дизайнерские решения, создавая чрезвычайно узкое пространство в салоне и на полу. Если машине придётся испытывать наклон в 30 градусов, переднему мосту и шасси потребуется достаточно места, чтобы свободно передвигаться. Вот почему кузов автомобиля выполнен в V-образной форме.
Алюминиевая крыша с прозрачным поликарбонатом, состоящая из двух частей, обеспечивает защиту от плохой погоды. Две части крыши очень лёгкие и могут быть сняты при желании и сложены в отделение кормовой части заднего колеса, тем самым превращая F300 Life Jet в родстер. Боковые окна отделены от передних треугольных форточек и полностью опускаются нажатием одной кнопки. Только переднее лобовое стекло и встроенный задний ролловер находятся в закреплённом положении для обеспечения безопасности в автомобиле.

### Интерьер
Интерьер высокого качества и по изысканности близок к роскошным машинам, хотя по маневренности F300 планировался как двухколёсное транспортное средство.
Руль, схожий по форме со штурвалом, приборная панель, рычаг переключения скоростей и посадочные места создают иллюзию нахождения в кабине реактивного самолёта. Кнопки для работы с автомобильным радио и телефоном интегрированы в руль для того, чтобы водителю не приходилось отрываться от управления транспортным средством. Большие окна, скошенная тыльная сторона и прозрачная крыша усиливают эту иллюзию. Из-за своего необычного дизайна пассажир располагается за креслом водителя. Он имеет не только собственную дверь и удобное сиденье, но и достаточно места, чтобы чувствовать себя комфортно и свободно.
Кондиционер, установленный в концепт-каре, регулирует температуру в салоне.

### Двигатель
Заднеприводной автомобиль оборудован 4-тактным 4-цилиндровым бензиновым двигателем с рабочим объёмом в 1.6 литра, перенятом у A-класса (А160) и генерирующим мощность в 75 кВт (102 л. с.), 50 Н·м при 4000 об/мин. Он компактно размещён между внутренним и задним колёсами. Мощность передаётся при помощи зубчатого ремня к заднему колесу. Переключение передач производится при помощи 5-ступенчатой механической коробки передач (весом в 32 кг) с электро-гидравлическим управлением.
Концепт развивает скорость в 100 км/ч за 7,7 секунд, максимальная скорость равна 211 км/ч. Средний расход топлива составляет около 5,3 литров на 100 километров.

### Шасси
Шасси двухместного автомобиля выполнено из алюминия и весит всего 89 кг. Сенсоры оценивают ситуацию и обеспечивают правильный наклон автомобиля, используя данные о его крене, скорости, ускорении, угле поворота рулевого колеса и положении гидравлического барабана, контролирующего передний мост автомобиля. Компьютер просчитывает соответствующий наклон корпуса и отсылает необходимые команды гидравлической системе. На высокой скорости система допускает лишь слабый наклон, что позволяет стабилизировать кузов автомобиля, тогда как на средних скоростях он реагирует очень быстро, что позволяет создавать наклоны корпуса до 30 градусов.
Совместно со сторонними производителями для концепта были разработаны специальные шины, которые позволили установить большой развал схождения и углы скольжения.

## Технологические новшества
Технологии и системы, которые были применены на автомобиле F300 Life Jet:
- Система активного контроля наклона
- Активные управляемые вращательные фары
- Light sensor — запущено в производство с 1998 года с модели W220 S-класса
- Электрогидравлическая ручная трансмиссия (shift-by-wire)
- Новый формат шин

## В сувенирной и игровой индустрии
- Модель в масштабе 1:43 выпускается фирмой Spark[6]